# アーサール
アーサール（あるいはアサル）は、イスラームにおいての聖者の遺品（聖遺物）である。タバゥルカートとも。

## 語義
アラビア語でタバゥルカートは「祝福された」や「祝福を祈願された」を意味し、これはバラカと語源が同じである。また、アーサール（アサル）は「跡」「遺物（の複数形）」を意味し、すなわち聖者の残した痕跡、遺物のことである。
アーサールは単にそのまま呼ばれるだけではなくアーサーレ・ムバーラクやアーサーレ・シャリーフ、アーサール・ナバウィーヤなど他の単語を組み合わせた形でも呼ばれる。ムバーラクは前述のタバゥルカートと語源を同じくする。また、シャリーフはアラビア語で「高貴なお方」を意味し、すなわちムハンマドを指す。アーサール・ナバウィーヤもまた同様にムハンマドが残したアーサールを指す。『Encyclopaedia of Islam』のアサルの項には「アルアサル・アッシャリーフ」として、ムハンマドに由来する遺品や足跡がいくつか例示される。

## 定義
イスラームにおいて、預言者であるムハンマドのほか、ムハンマドの家族とその子孫、教友、スーフィーと呼ばれる高名な神秘学者などバラカ（神の恩寵）を授けられたとされる人々も聖者として崇拝され、これらの聖者に関連する遺品がアーサールとされる。イスラームにおいて遺体の公開は死者に対する冒涜とされており、聖者やその墓は崇拝の対象であるが聖者の遺体がカトリック教会のように聖遺物として公開されることはない。

## 聖遺物と崇拝
アーサールは大別して「聖者の遺体の一部」と「聖者の使用した道具や衣類など」の二種類に分けられる。
遺体の一部であるアーサールについては（カトリック教会の聖遺物のように）遺体そのものを指すものではなく、毛髪・ヒゲ・歯・爪・足跡など、生活の中で体から出た物が対象とされる。ムハンマドの時代には預言者の汗や唾液も重要視された。また、毛髪や爪などはイスラーム教徒のお守りや副葬品にも用いられた。これらのアーサールの中でも特にムハンマドの足跡はインドのイスラームにおいて盛んに崇拝されているが、これについてはイスラーム以前の古代仏教とヒンドゥー教の習慣を起源として結びつけた研究も存在する。
道具や衣類に関するアーサールには、道具として弓矢・刀剣・椀・沐浴容器、身に着けていたものとして外套・シャツ・下着・ターバン・履物（サンダル）・杖などが存在する。
また、その他のアーサールとしては、聖戦に使われた軍旗と預言者の印章、預言者の手紙や啓示（クルアーン）を書きとめた鹿皮などがある。
アーサールはモスクや聖者廟（ダルガー）で保管され、常時または特別な機会に公開される。また、アーサールの為にモスクが建築される場合もある。
これらのアーサールはトルコ、インド、パキスタンを中心に保管されており、最も多く保管されているのはトルコのトプカプ宮殿とされる。